# 田英章
田英章（1950年1月—2024年9月28日），字存卿，又字存青，男，祖籍河北河間，生于天津市，中国大陆书法家，《国务院任命书》书写员，兄长是同为书法家的田蕴章。

## 生平
田英章出生于天津，三岁起随其父田荫亭、其伯田起山、其兄田蕴章研习书法。他在天津上小学时就因书法而成名，20世纪60年代初，一部分天津各小学用的毛笔、铅笔习字仿影由田英章书写。文化大革命初期，田英章开办利用毛笔、钢笔、粉笔、刻蜡版等书写的硬笔书法讲习班。
1985年在北京创办“中国现代硬笔书法研究会”，担任秘书长、会长，同时在国内组建分会。1993年应中华人民共和国文化部、民政部之招，停止了跟日本交流而回国，组建“中国硬笔书法协会”，被推举为会长。后退出协会，任人事部「中国书画人才研修主任」。
2018年5月5日参加在日本东京举行的国际书法艺术展颁奖仪式，被授予“国际书法家终身成就奖”。
2024年9月28日晚上十点，田英章在日本因突发心脏疾病逝世，享年74岁。

## 书法特色

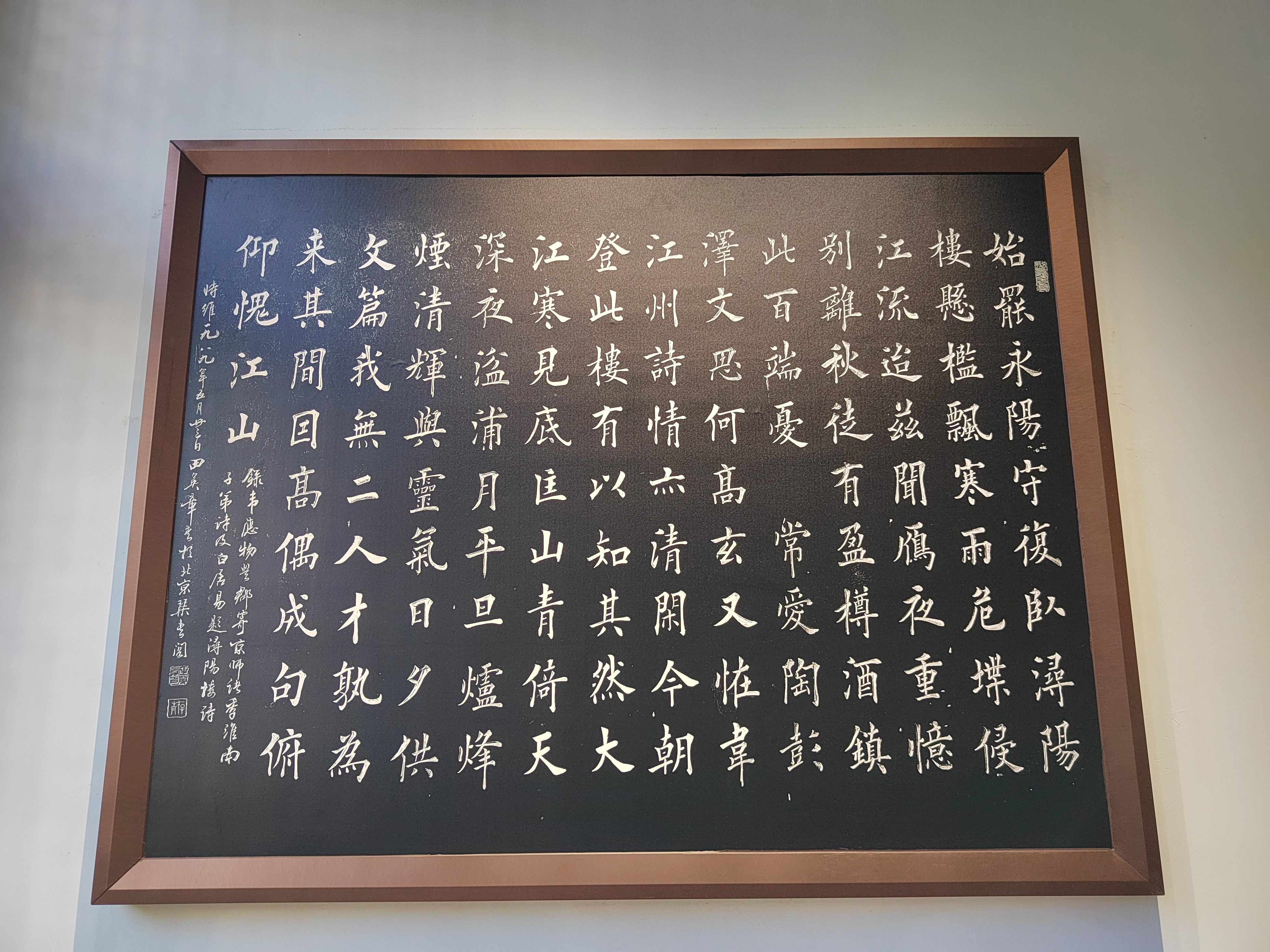
田英章录韦应物《登郡寄京师诸季、淮南子弟》及白居易《题浔阳楼》诗，位于浔阳楼

田英章幼从其父兄学习书法，师法欧阳询，又学王羲之、虞世南、褚遂良、颜真卿、柳公权和赵孟頫。后师从书法家欧阳中石。其字主要继承欧阳询的“欧体”楷书风格，融合了一些个人风格和笔法，结构整齐，富有独特的美感，也被称为“田楷”。
田英章致力于书法的普及与教育。据报道，截至2018年，以「田英章」为名的书院及培训机构在全国约有25家，田英章所编写的书法教材《田英章系列书法字帖》、《田英章作品精选》、《田英章最新书法专业教程》等超过了150余种。
田英章本人在笔画跟笔法上更独创了独特的写法，主张“侧点（右点）”要“一肚三角”跟“竖钩（直钩）”用他本人自创的“跪笔弹锋”来呈现出“外方内圆”的效果，成为“田楷”独特的风格。

## 争议

### 书法家王彬「退师门」
田英章开设门班，广收门徒，其门下有数十位行过叩拜礼的入室弟子。2018年5月11日，田英章弟子、天津书法家王彬公开发文退出师门。王彬的退师公告引起网民与书法爱好者的热议与搜索，《田门弟子执行守则》随即被曝光。《田门弟子执行守则》为田门工作组拟定，自称为「自2018年5月1日起实行」。《田门弟子执行守则》共分六条，第三、四、五条规定弟子需传播田楷及按时参加师门活动，第二、六条规定弟子须向老师田英章及师门交付钱款。《田门弟子执行守则》末尾声明，田门弟子务必遵守，不经报备违反任何一条，将被劝退或者直接逐出师门。
《田门弟子执行守则》被曝光后，网路上对田英章的争议与声讨增多。此事也激起了社会对师徒制演变为条款明晰的“收徒合同制”这一现象的讨论。书法家张志国认为：“当下有许多所谓的拜师宴、拜师礼或者入室弟子守则，多半是一种哗众取宠的炒作或者是一场利益的分割。”评论人王晶晶在接受《北京商报》记者采访时，认为“虽然《田门弟子执行守则》中明码标价的条款乍看让人难以接受，但是田英章的培训机构遍地开花，门生数量多，为了持续发展，以合同来规范或者合理谋利是可以理解的。当下一些艺术名师，确实会以文字条例让弟子行为规范达成一些默契共识”。

### 「田楷」争议
在中小学书法教育中，田英章「田楷」的教学效果一直饱受社会争议。部分书法爱好者将田楷视作「美术字」，也有舆论认为田英章书法培训是一种类似“独裁式”的教学方式。《北京商报》刊载部分网友的评论，称「全国各地都有相应的以『田楷』为主要教学模式的书法培训机构，这些机构不仅对学员指定固定的学习教材——田楷，而且还对诸多家长进行教育，以确保学员的续费率。整个教学几乎是依照这种固定的模式进行谋利，使得很多小学生、中学生在书法启蒙的时候只知道田楷，而且在意识上只知道一种僵化的学习模式，并很难改变这种习惯」。